# سام بيرلي
سام بيرلي (بالإنجليزية: Sam Burley) هو منافس ألعاب قوى أمريكي، ولد في 13 فبراير 1981.

## روابط خارجية
- سام بيرلي على موقع الاتحاد الدولي لألعاب القوى (الإنجليزية)